# RC6
RC6 är en  symmetrisk krypteringsalgoritm.